# Memorie dalla casa dei morti
Memorie dalla casa dei morti (in russo Записки из Мёртого дома ?, Zapiski iz Mertovo doma) è un romanzo semi-autobiografico scritto dall'autore russo Fëdor Dostoevskij pubblicato sulla rivista Vremja tra il 1860 e il 1862, nel quale ritrae la vita dei condannati in un campo di prigionia siberiano.
Il testo è una collezione a maglie larghe di fatti, eventi e discussione filosofica organizzati per tema piuttosto che per un continuum narrativo. L'autore aveva scontato 4 anni di condanna in esilio in un campo di lavoro di questo tipo in Siberia per il suo coinvolgimento nel Circolo Petraševskij, un gruppo progressista di oppositori dell'autocrazia zarista. Quest'esperienza gli permise di descrivere con efficacia e autenticità le condizioni della vita carceraria e le personalità dei condannati.
Tolstoj definì le Memorie dalla casa dei morti come l'opera di Dostoevskij più vicina al «modello dell'arte superiore, religiosa, proveniente dall'amore di Dio e del prossimo».

## Trama
L'opera ha la forma di un diario: l'autore, nella prefazione, ne attribuisce la paternità a un recluso immaginario (cornice narrativa) che avrebbe ucciso la moglie in un impeto d'odio (Dostoevskij, invece, era stato arrestato per motivi politici).
I personaggi dell'opera, cioè i reclusi condannati ai lavori forzati, ma anche i loro carcerieri e le figure del popolo russo sullo sfondo, sono descritti facendo emergere la loro nascosta umanità e i loro sentimenti più profondi. L'autore ha così modo di inserire nel romanzo delle riflessioni di ampio respiro sulla condizione umana, specialmente riguardo alle speranze che si provano nei momenti di sofferenza. Il condannato, osserva Dostoevskij, vive attendendo la propria liberazione, e tale attesa è tanto più insostenibile quanto più il momento agognato si avvicina, ma poi, giunta la liberazione, ecco che a una sofferenza se ne sostituisce un'altra non prevista. E pare infine essere questo il destino dell'essere umano, qualunque sia la sua condizione sociale.
Dostoevskij propone nell'opera, quale soluzione al circolo vizioso dell'infelicità umana, i precetti semplici del Vangelo, l'unico libro di cui i condannati potevano tenere una copia. Difatti, proprio tra i malfattori, tra i dannati (in cui regna quella morte a cui allude il titolo del romanzo), tra i sofferenti, sembra ritrovare valore e senso il messaggio della fratellanza umana, della condivisione di una sorta di dolore (ma anche di irriducibile speranza) in cui brilla la luce di piccoli gesti di carità cristiana, come quando i condannati sacrificano parte del proprio pranzo per dar da mangiare a un cane randagio che si aggira per il campo. La stessa forza che i cristiani traggono dalla fede in un Dio redentore è ravvisata dall'autore anche in personaggi di altre religioni, come l'ebreo che prega ogni sera ondulando il capo oppure il gruppo di condannati musulmani che, pur nutrendo diffidenza verso il simbolo della Croce, leggono con interesse il Discorso della Montagna.
Nelle Memorie dalla casa dei morti fanno capolino i grandi valori della tolleranza religiosa, della libertà dalle prigionie materiali e morali, dell'indulgenza verso i malfattori, cioè verso coloro che, pur essendosi macchiati di crimini contro la legge, sono in definitiva solamente persone più sfortunate e più infelici, e quindi più amate da Dio, che vuole la salvezza del peccatore e non la sua condanna. Tutto è dunque proiettato verso "la libertà, una nuova vita, la resurrezione dai morti...".

## Edizioni italiane
- Dal sepolcro de' vivi. Ricordi, Milano, Fratelli Treves, 1887.
- Dal sepolcro dei vivi, traduzione di Eugenio Wenceslao Folques (sulla XV ed. russa), Napoli, San Romano, 1903.
- Memorie della casa dei morti, traduzione di Augusta Osimo Muggia, Milano, Bietti, 1929.
- Memorie dalla casa dei morti, traduzione di Nina Romanovsky, Lanciano, Carabba, 1931.
- Dal mondo dei morti, traduzione di Augusto Pardini, Milano, Sonzogno, 1934.
- La città dei morti, traduzione di Amilcare Locatelli, Milano, Minerva, 1936.
- Duchessa d'Andria (a cura di), Ricordi della casa dei morti, Torino, UTET, 1935. – Milano, Tea, 1988;
  - col titolo Memorie dalla casa dei morti, Roma, Newton Compton, 1995; con un saggio di Leone Ginzburg, Ianieri, 2017.
- Memorie dalla casa dei morti, traduzione di Alfredo Polledro, Milano, Rizzoli, 1950. - Introduzione di Donatella Ferrari-Bravo, Firenze, Sansoni, 1989; introduzione di Eridano Bazzarelli, Milano, Rizzoli, 2004.
- Memorie dalla casa dei morti, traduzione di Giacinta De Dominicis Jorio, Pescara, Paoline, 1968.
- Memorie da una casa di morti, traduzione di Maria Rosaria Fasanelli, Firenze, Giunti, 1994, ISBN 978-88-09-20370-9.
- Memorie da una casa di morti, traduzione di Serena Prina, Milano, Feltrinelli, 2017, ISBN 978-88-07-90272-7.
- Memorie da una casa di morti, traduzione di Mirco Gallenzi, Collana Oscar Classici, Milano, Mondadori, 2023, ISBN 978-88-047-6600-1.